# Калиново (Иванковский район)
Калиново (укр. Калинове, до 2016 г. — Кирово) — село, входит в Иванковский район Киевской области Украины.
Население по переписи 2001 года составляло 105 человек. Почтовый индекс — 07201. Телефонный код — 4591. Занимает площадь 0,6 км². Код КОАТУУ — 3222081303.

## История
- 2016 — Верховная Рада переименовала село Кирово в село Калиново[1].

## Местный совет
07244, Київська обл., Іванківський р-н, с. Заруддя